# Rote Lichtungen

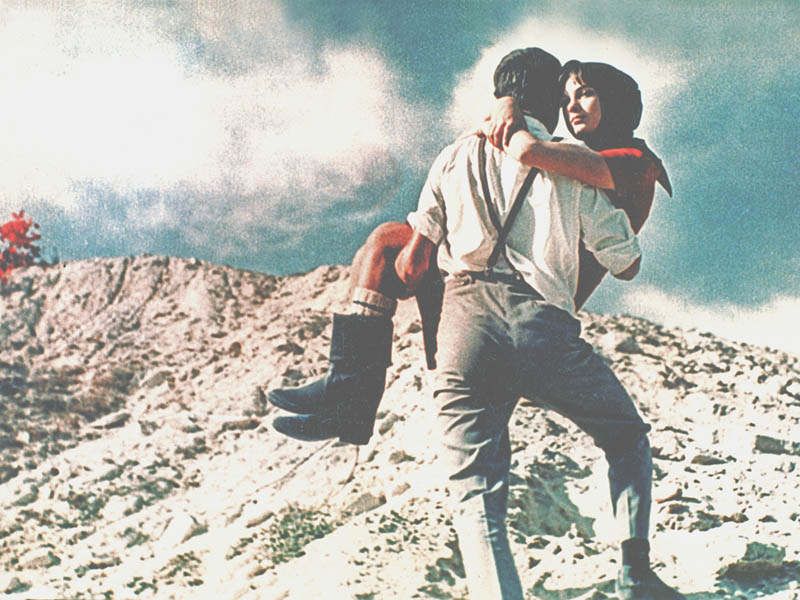
Szene mit Grigore Grigoriu und Swetlana Toma

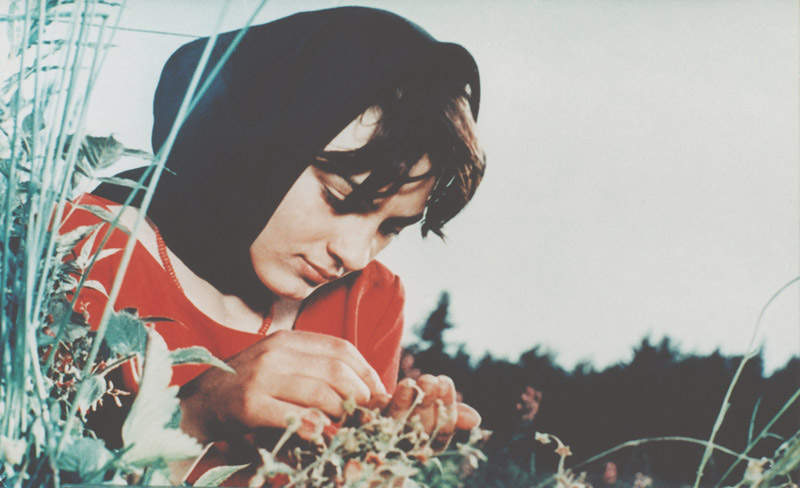
Swetlana Toma als Ioana

Rote Lichtungen (russ. Красные поляны; rum. Poienile roșii) ist ein Drama von Emil Loteanu aus dem Jahr 1966.

## Handlung
Die Hirten einer moldauischen Kolchose werden verpflichtet, alle Schafe zu schlachten. Der Sommer ist trocken und es gibt für die Herde nichts zu fressen. Hirten bringen die Herde unter Umgehung des Befehls unentdeckt zu den fernen Wiesen des Dnjestr. Bei ihnen ist Andrei, ein Stadtjournalist, der auf Anweisung einer Zeitung in die Kolchose gekommen ist. Zusammen mit den Hirten begibt sich Ioana auf den Weg zur Krasnyje poljany, um ihrem alten Großvater zu helfen. Der Hirte Sava hat schon lange ein Auge auf Ioana geworfen und versucht sie zu gewinnen.

## Produktion
Der in Farbe gedrehte Film hatte am 5. Dezember 1966 in Moskau Premiere. Die DDR-Premiere fand am 1. November 1967 statt. Die Erstausstrahlung im 2. Programm des Fernsehens der DDR erfolgte am 28. Oktober 1972.

## Kritik
Der Filmdienst beschreibt Rote Lichtungen als „eindringlich inszenierte Studie über das Zusammentreffen von alten Traditionen und Moderne; vor allem die Fotografie sorgt für beeindruckende Momente“.

## Rezeption der Filmmusik
Die Titelmelodie von Isidor Burdin, bekannt als Hora primăverii, wird von moldawischen Lăutarii-Orchestern, wie dem Orchester von Nicolae Botgros, regelmäßig zu Konzerten gespielt. Eine weitere Version der Melodie wurde 2017 von Taraf Lautaresc auf YouTube veröffentlicht. Auf seinem Album Capatika (2018) lieferte der rumänische Produzent Mihai Toma eine elektronische Variante.